# Amaro Giuliani
L'Amaro medicinale Giuliani è un medicinale per automedicazione, prodotto dalla azienda farmaceutica Giuliani.
È indicato per il trattamento della stitichezza occasionale, delle difficoltà digestive come pesantezza allo stomaco e sonnolenza dopo i pasti, oppure anche in caso  di mancanza d'appetito.
Oltre alla classica formula alcolica (con gradazione 10% vol) ne esiste anche una analcolica.

## Caratteristiche
L'amaro deve la sua azione ai principi attivi contenuti negli estratti molli e secchi di alcune piante (estratto molle di Rabarbaro, estratto secco di Cascara, estratto molle di Genziana, estratto molle di Boldo), così come ad alcuni eccipienti (tra i quali glicerina, caramello, bicarbonato di sodio, alcool etilico, saccarosio ed acqua) che contribuiscono in parte all'azione terapeutica. 
Essendo un medicinale (categoria ATC A06AB57), il consumo non può essere equiparato a quello di un liquore e deve essere limitato a brevi periodi.